# 沙尔卡·穆西洛娃
沙尔卡·穆西洛娃（捷克語：Šárka Musilová，1991年1月6日—），捷克女子射箭运动员。她曾代表捷克参加2016年和2020年夏季残疾人奥林匹克运动会射箭比赛，获得二枚银牌和一枚铜牌。